# 优素福章
优素福章（羅馬化：Yūsuf）是古兰经的第12章（苏拉），共111节（阿亚）。该章启示于麦加时期，故属于麦加篇章。
优素福章描述了伊斯兰教先知优素福（相当于《圣经》中的约瑟）的事迹。其他伊斯兰教先知的事迹都分散在古兰经的不同章节，但优素福的事迹只在该章出现，完全按时间顺序叙述。